# Kétbodony
Kétbodony è un comune dell'Ungheria di 526 abitanti (dati 2001). È situato nella contea di Nógrád.